# أندريس إسبينوزا
أندريس إسبينوزا (بالإسبانية: Andrés Espinosa Pérez)‏ هو عداء مراثوني مكسيكي، ولد في 4 فبراير 1963 في مونكلوفا في المكسيك.

## وصلات خارجية
- أندريس اسبينوزا بيريز على موقع الاتحاد الدولي لألعاب القوى (الإنجليزية)
- أندريس اسبينوزا بيريز على موقع اللجنة الأولمبية الدولية (الإنجليزية)
- أندريس اسبينوزا بيريز على موقع أوليمبيديا (الإنجليزية)